# ましろ碧乃
ましろ 碧乃（ましろ たまの、1995年1月29日 ）は、日本のグラビアアイドル、歌手、タレント。
熊本県出身。プリモエンターテイメント所属。

## 略歴
2015年に「真田 由乃」として福岡のアイドルグループ「Cherish」からデビュー。
2017年「しらた まゆの」に改名してダックスプロモーションに入所。
自らを「合法ロリの地底クラドル」と呼び個人撮影会やライブ配信を中心に活動。
2020年1月、契約満了に伴いダックスプロモーションを退所。エリシオンエンターテインメント（現：プリモエンターテイメント）に入所。
現在の芸名「ましろ碧乃」に改名。福岡を拠点にしながら東京進出。
2021年竹書房より1stイメージビデオ「わたしは遊園地」を発売。
2024年現在は、東京を拠点にグラビアやフェチ作品のモデルとして活動中。

## 人物
- 趣味は人気キャラクター『すみっコぐらし』の「えびふらいのしっぽ」と「PUIPUI モルカー」のグッズ集め。
- 特技はがんばればY字バランスができる。趣味はカラオケ。
- ソフトクリームや生クリームなど乳製品が好き。
- ＃本日のえび活 というハッシュタグを作るも実はエビよりもサーモンが好き。
- グラビア活動をしている理由が「自分が脱いでる姿を見てもらうのが好き」。「もっと脱ぎたい」が事務所に止められている。
- 首輪や乳首クリップなど刺激的な小物を好んで着用している。
- ファッションブランド「KRY」をこよなく愛用している。
- 2022年に自身が性的マイノリティ「Xジェンダー」であることを公表した。

## 作品

### イメージビデオ
- 私は遊園地（2021年、竹書房）
- 碧乃とお医者さんごっこ（2022年、スパイスビジュアル）
- apartment Days! sideA（2024年、ファンタスティカ）
- apartment Days! sideB（2024年、ファンタスティカ）

### デジタル写真集
- 碧乃とお医者さんごっこ 〜Ver.1〜（2022年12月1日、スパイスビジュアル）
- 碧乃とお医者さんごっこ 〜Ver.2〜（2022年12月2日、スパイスビジュアル）
- Kiss You（2023年1月1日、スパイスビジュアル）
- ラブポップグラビア　ましろ碧乃 Vol.01（2023年3月1日、PAD）
- ラブポップグラビア　ましろ碧乃 Vol.02（2023年3月1日、PAD）
- ラブポップグラビア　ましろ碧乃 Vol.03（2023年3月1日、PAD）

### 写真集
- たま本いち
- たま本に
- たま本さん
- たま本よん
- たま本特別編
- たま本ご

### 雑誌・映像掲載
- アサ芸シークレット「全国巨乳甲子園」熊本代表として掲載（2021）
- 楽楽出版「EX MAX!」12月号 撮りおろしグラビア掲載（2021）
- 第一興商 グラカラ（2021）